# روداب (سبزوار)
روداب (سبزوار)، روستایی از توابع بخش روداب شهرستان سبزوار و در استان خراسان رضوی ایران است.

## جمعیت
این روستا در دهستان خواشد قرار دارد و براساس سرشماری مرکز آمار ایران در سال ۱۳۸۵، جمعیت آن زیر سه خانوار بوده‌است.